# نادي نوردشيلاند
نادي نورشيلاند لكرة القدم (بالدنماركية: Football Club Nordsjælland) أو كما يُعرف اختصارًا باسم نورشيلاند (بالدنماركية: Nordsjælland)، هو نادي كرة قدم دنماركي محترف يلعب في دوري السوبر الدنماركي. تأسس نورشيلاند بتاريخ 1 يوليو 2003، ويقع مقره في بلدة فاروم الواقعة في شمال نيوزيلندا. على الصعيد المحلي حصل الفريق على دوري السوبر الدنماركي مرة واحدة، وعلى كأس الدنمارك مرتين، وعلى الصعيد المحلي حصل الفريق على كأس لا مانغا مرة واحدة. يلعب الفريق مبارياته الرسمية على ملعب دريم بارك (بالإنجليزية: Dream Park Stadium)‏، ويتسع الملعب لحوالي 10,300 متفرج.
تأسس النادي تحت اسم فاروم بولدكلوب من اندماج ناديي كرة القدم في المدينة فاروم IK و Stavnsholt BK في عام 1991، وغير النادي اسمه إلى نادي نورشيلاند في عام 2003.
فاز نادي نورشيلاند بأول ميدالية في موسم 2002-03 باحتلاله المركز الثالث. ظهر النمور البرية منذ ذلك الحين في أربع بطولات في أوروبا، فشارك في بطولة كأس الاتحاد الأوروبي القديم مواسم 2003–04 ، 2008–09 وفي الدوري الأوروبي خلال موسمي 2010-11، 2011-12. فاز النادي بأول كأس دنماركي في عام 2010، ودافع عنها بنجاح في العام التالي في 2011، بفوزه على نادي ميتييلاند في كلا النهائيين. فاز النادي بلقب الدوري الدنماركي في موسم 2011-12 في مايو 2012، وهو ما يؤهل الفريق للمشاركة في دوري أبطال أوروبا موسم 2012-13.
يلعب نادي نورشيلاند مبارياته على أرضها في ملعب دريم بارك، التي تتسع لـ 10100 مشاهد، يشمل 9800 مقعدًا، و300 متفرج واقفًا.

## التاريخ

### فاروم بي كيه (1991-2003)

شعار نادي فاروم بي كيه

تأسَّسَ فاروم بي كيه في الأول من كانون الثاني/يناير 1991 بعد اندماج ناديي فاروم إدراتس كلوب (بالإنجليزية: Farum Idræts Klub)‏ الذي تشكَّلَ عام 1910 وستافنشلوت بولدكلاب (بالإنجليزية: Stavnsholt Boldklub)‏ الذي تأسَّسَ عام 1974. كان كلا الناديين المُندَمِجينِ من بلدية فاروم التي وُحِّدَت في وقتٍ لاحقٍ مع فيرلس فأصبحت بلدية واحدة هي بلدية فورسو. سُرعان ما أصبحَ النادي حديث العهد فاروم بي كيه من بين أبرز النوادي الدنماركيّة التي نجحت بعد اندماجِ ناديين أو أكثر ومع ذلك فقر مرَّ الفريقُ من الكثير من الصعوبات والمشاكل على مختلف المجالات. أبدى رئيسُ البلديّة المحلي آنذاك بيتر بريكستوفت اهتمامًا شخصيًا بالنادي كما حاول دعمه وبَحَثَ عن مستثمرين آخرين لاستثمار أموالهم في النادي الجديد. اختارت إدارةُ النادي اعتماد طقمٍ مكوّنٍ من عددٍ من الألوان بما في ذلك اللونين الأحمر والأبيض من نادي ستافنشلوت واللونين الأصفر والأزرق من فاروم إدراتس كلوب مع خطوط باللونين الأصفر والأحمر وسراويل قصيرة بالإضافةِ لجوارب زرقاء داكنة والتي لا تزالُ مستخدمة بشكلٍ ما ليومنا هذا. لم تكن الألوان هي الشيء الوحيد الذي ورثه النادي الذي شُكِّلَ حديثًا، بل نقل أيضًا بعض اللاعبين من الفريقين الذين اندمجا لتشكيله لعلَّ أبرزهم توماس أندرياسن الذي كان لاعبًا في صفوفِ نادي ستافنشلوت ثم أصبح ركيزة أساسيّة من ركائز نادي فاروم بي كيه حيث لعب معه 295 مباراة في الدوري الدنماركي الممتاز حتى رحيله عن النادي عام 2007.
بدأ فاروم بي كيه في المجموعة الثانية من دوري التصنيف الدنماركي (تُعرف حاليًا باسمِ الدرجة الرابعة)، ثم سُرعان ما صعدَ للمجموعة الثانيّة من دوري التصنيف (الدرجة الثالثة) وذلك بعد عامٍ واحدٍ من تأسيسِ النادي. تولَّى يورغن أندرسون حارس المرمى السابق لفريق فيدوفري منصب المدير الفني الأول للنادي عام 1992 ومعهُ بقي الفريق في المجموعة الأولى في دوري التصنيف الدنماركي لستِّ مواسم كاملة، قبل أن يُغادر دوري التصنيف نحو الدرجة الثانيّة من الدوري الدنماركي عام 1994 وذلك بعدما أشرفَ يورغن تيديمان على تدريب الفريق في نفس عام الصعود. نجحَ النادي في الموسم الكرويّ 1997-98 في الصعودِ لدوري الدرجة الأولى الدنماركي ليدخل عالم الاحتراف للمرة الأولى في تاريخ النادي.
كان الموسم الأول للنادي الدنماركي خارج دوريات التصنيف ناجحًا حيثُ حلَّ الفريق في المركز الخامس قبل عددٍ من الأندية المعروفة بما في ذلك ناديي سكيف ألبورج تشانغ. عاد الفريق بعدها لدوامة النتائج السلبيّة وكان قريبًا في الموسم الموالي من الهبوط لدوري الدرجة الثانيّة لكن ذلك لم يحصل بعدما أنهى الدوري في المركز الثامن حيث فاز بنفس عدد المباريات التي خسرها. ظلَّ فاروم بي كيه يُنازع باقي فرق الدوري من أجل ضمان مركزٍ في فرق الصدارة وكان يُقدّم في كل مرة مستوى جيدًا أو مقبولًا على الأقل لكنّ مستواه كان سيّئًا جدًا في كأس الدنمارك الذي غادرهُ من الدور الأول في ثلاث مواسم متتاليّة وذلك منذ ظهوره الأول في البطولة. تحسَّنَ مستوى الفريق في الموسم الموالي حيث قدم أداءً لا بأس به في مسابقتي الدوري والكأس فأنهى الدوري في المركز الخامس على بُعد تسع نقاطٍ من صاحب المركز الثاني نادي فايله ثمّ غادرَ كأس الدنمارك في الدور الثالث بعد الخسارة أمام نادي فريماد أماغر بهدفينِ مقابل واحد.
تعاقد النادي في موسم 2001–02 معَ المدرب كريستيان أندرسن لإدارة الفريق، كما أبرم عددًا من الصفقات بما في ذلك صفقة ضمّ اللاعب جيبي تنجبيرغ من نادي بولدكلابن 1893. لعبَ جيبي دورًا محوريًا في المستوى الذي قدمه الفريق في ذلك الموسم حيث سجَّل لوحدهِ 16 هدفًا متربّعًا على عرشِ هدافي الفريق كما احتلَّ المركز الثالث في قائمة هدافي الدوري. حلَّ الفريقُ الدنماركي في ذاك الموسم في المركز الثاني بفارقِ 11 نقطة عن صاحب المركز الثالث نادي سوندرييسكه وبفارق نقطة واحدة عن الفائز بالمركز الأول نادي كوجي، كما سجَّلَ الفريق 69 هدفًا ليكون بذلك هجومه أقوى هجوم في الدوري فيما خسر أربع مبارياتٍ فقط طوال جولات الدوري. مكَّن هذا المركز نادي فاروم بي كيه من الصعودِ لدوري السوبر الذي هو أعلى درجة في كرة القدم الدنماركيّة.
كانَ ظهور فاروم بي كيه في دوري السوبر موسم 2002–03 هو الظهور الأول والأخير تحت هذا الاسم. أنهى الفريق الموسم في المركز الثالث ليتأهل للمرة الأولى في تاريخهِ لكأس الاتحاد الأوروبي (يُعرف حاليًا باسمِ الدوري الأوروبي). طغى على إنجازات النادي الجدل الدائر حول بيتر بريكستوفت الذي ساعد في تشكيلِ وتمويلِ النادي. قِيل حينها إنَّ بيتر عقد صفقات مشبوهة وبطرق ملتويّة حتى يحصل نادي فاروم على الدعمِ المادي اللازم الذي مكّنه من عقدِ صفقات جديدة وترميم الملعب وأمور من هذا القبيل. اضطرَّ بيتر بريكستوفت إلى التنحي عن منصب رئيس مجلس الإدارة فأصبحَ النادي على وشك الإفلاس.

### إف سي نوردشيلاند (2003 إلى الآن)

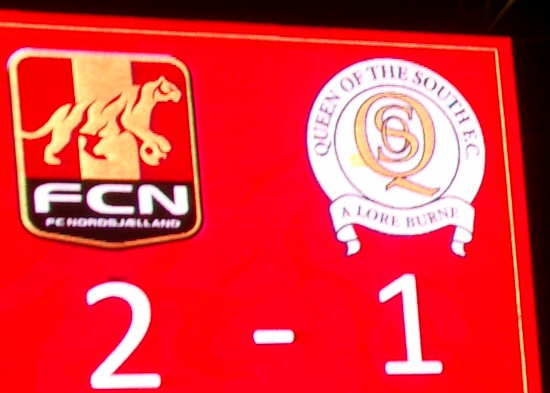
لوحة النتيجة في ملعب فاروم بارك وتُظهر تفوق نادي نوردشيلاند على كوين أوف ساوث بهدفينِ مقابل واحد لحسابِ مباراةٍ في الدوري الأوروبي

أعلنت شركةُ آي كا بي هولدينغ (بالإنجليزية: AKP Holding)‏ المملوكة لرجل الأعمال ألان ك. بيدرسن في آذار/مارس من عام 2003 عن شرائها لنادي فاروم بي كيه، وفي محاولةٍ منها لإبعاد النادي عن فضيحة بريكستوفت؛ تقرر إعادة تسمية الفريق باسمِ نادي إف سي نوردشيلاند أو نادي نوردشيلاند. اختير هذا الاسم للدلالة على أنَّ الفريق سيُمثّل منطقة نوردشيلاند أو شمال نيوزيلندا (بالدنماركية: Nordsjælland)‏ وهي المنطقة التي ينحدر منها النادي. لتعزيز مكانته كفريقٍ إقليمي، أنشأَ نادي نوردشيلاند عددًا من الأكاديميات الكرويّة في المنطقة التي ينشطُ فيها وباقي المناطق المحيطة بهدفِ تسليطِ الضوء على المواهب الشابة ومحاولة جلبها للنادي.
عانى النادي – باسمهِ الجديد – في موسمَيْه الأول والثاني حيث قدم مردودًا سيّئًا بل قاتل لتجنب الهبوط في معظم أطوار الموسم الثاني الذي أنهاهُ في المركز التاسع، ومع ذلك فقد كوفِئت إلترا النادي المعروفة باسمِ وايلد تايجر (بالإنجليزية: Wild Tiger)‏ من خلال السماح لفريقها بتمثيل الدنمارك في كرة القدم الأوروبية من خلاا المشاركة في كأس الاتحاد الأوروبي. فازَ النادي الدنماركي في المباراة التأهيليّة على فريق شيراك الأرمني بسداسيّة نظيفة في مجموع المباراتين لكنه غادر المسابقة من دورها الأول حينما خسر أمام بانيونيوس اليوناني. أقيل كريستيان أندرسن في نهاية موسم 2003–04 من تدريب الفريق وعُيّن جوني بيترسن بديلًا له لقيادة الفريق في الموسم الكرويّ الجديد.
قضى الفريقُ الموسمَيْنِ التاليَيْنِ تحت قيادة جوني بيترسن في تجنّب الهبوط في ظلّ تراجع مستويات معظم اللاعبين وفشل النادي في التوقيع على صفقات جديدة أو تجديد عقود لاعبين قدماء. كانت إدارةُ الفريق راضيّة على بيترسن الذي ركَّز على تكوين فريقٍ شابٍ جيدٍ كما ساهمَ في إبراز عددٍ من اللاعبين بما في ذلك مادس يونكر وأندرس ديو وآخرون. عيّنت إدارة النادي في موسم 2006-07 مورتن ويهورست مدربًا للنادي بعدما كان مساعدًا لجوني. وقَّع مورتن لاعب سلتيك السابق على عقدٍ لتدريب الفريق الدنماركي لمدة خمس سنوات.
كانت معضلة المدرب مورتن ويهورست الأولى هي ملءُ الفراغ الذي خلفه الهداف مادز يانكر الذي بِيعَ لنادي فيتيسه آرنهم الهولندي في الشتاء السابق. طلبَ مورتن من الإدارة التوقيعَ مع مورتن نوردستراند القادم من نادي لينغبي وهي الصفقة التي لم تُكلّف خزينة النادي الدنماركي أيّ دولارٍ بعدما كان اللعب قد أصبحَ حرًا عقب انتهاء عقده مع فريقه السابق. سُرعان ما برزَ نوردستراند مع الفريق فسجَّل له في الموسمِ الأول 29 هدفًا، ثمّ واصل مستواه الكبير حينما تصدَّرَ قائمة هدافي الدوري للنصف الأول من موسم 2006-07 وهو ما دفع مدرب المنتخب الدنماركي لاستدعائه للمشاركة في مباريات دوليّة رسمية. ساعد المهاجم نوردستراند النادي في احتلال المركز الخامس في جدول ترتيب الدوري، كما أنهى اللاعبُ الموسم برصيد 18 هدفًا بعدما شاركَ في كلّ مباريات الدوري في ذلك الموسم. حصل اللاعب مورتن نوردستراند بعد الأداء اللافت الذي قدمه مع نادي نوردشيلاند على عدّة عروض من أنديّة دنماركيّة إلى أن فضَّلَ الانتقال لنادي كوبنهاغن في نهاية الموسم في صفقة قياسيّة بلغت 15 مليون كرونة دانمركيّة لتكون بذلك هذه الصفقة هي أكبر صفقةٍ لانتقالِ لاعبٍ ما بين ناديين دنماركيين.
عادت المشكلات لتُلِّمَ بالنادي وخاصّة تلك الناجمة عن فضيحة بريكستوفت وما ترتَّب عنها. دفعت هذه المصاعب والوضع المالي الصعب للفريق رئيس مجلس الإدارة ألان كيم بيدرسن لفتحِ مناقشاتٍ حول نقل النادي شمالًا إلى هيليرود حيث سيكون قادرًا هناك على التوسع في رياضات أخرى مثل هوكي الجليد وكُرة السلة، لكن هذه الخطوة لم تتحقق قطّ.
وجدَ نادي نوردشيلاند نفسه في وضعٍ مماثلٍ في الموسم التالي حينمَا باع مرة أخرى مهاجمه الأول مارتين برنبورغ لنادي كوبنهاغن. تمكَّنَ الفريق من إنهاء الدوري ذاك الموسم في المركز التاسع لكنه تأهل لكأس الاتحاد الأوروبي للمرة الثانية في تاريخهِ – بمُسمَّاه الجديد – عبر لوائح ترتيب اليويفا لاحترام اللعب النظيف. على النقيض من سابق الموسم، كانَ عام 2008–09 عامًا جيدًا لنوردشيلاند من حيث مسابقة الكأس حيث وصل إلى ربع نهائي كأس الدنمارك للمرة الثانية في تاريخه كما قدَّم أداءً لا بأس بهِ في المسابقة الأوروبيّة ففازَ على ناديي تالين وكوين أوف ساوث لكنه تعرض لخسارة قاسيّة أمام نادي أولمبياكوس اليوناني بسباعيّة نظيفة في مجموع مبارتي الذهاب والإيّاب.
اشترى رجل الأعمال آلان بيدرسون في تشرين الأول/أكتوبر 2008 نادي نوردشيلاند من شركة آي كي بي هولدينغ التي هو مالكها أصلًا مقابل نصف مليون كرونة دانمركية وذلك قبل فترة وجيزة من إفلاس شركته القابضة. نفى آلان هذه التقارير والسعر الذي تحدثت عنه بعض الصحف والتقارير الإعلاميّة، لكن وبعد تحقيقٍ من دائنيه تبيَّنَ أن الصفقة تمَّت من دون موافقة البنك وأن القيمة التي بِيعَ بها النادي كانت منخفضة للغاية وهو ما تسبَّبَ في انخفاض قيمة الفريق الحقيقيّة فضلًا عن عزوف المستثمرين عن استثمار أموالهم في الفريق. أُعيد تقييم نادي نوردشيلاند بالكامل فوُجِدَ أنه يبلغ ما مجموعهُ 35 مليون كرونة لا نصف المليون التي دفعها آلان بيدرسون للاستحواذ على الفريق من شركته التي أفلست فيما بعد.
شهدَ موسم 2009–10 رَفْعَ نوردشيلاند أول كأس له في تاريخهِ وهي كأس الدنمارك بعد مشوارٍ طويلٍ تكلَّلَ في النهاية باللقب الغالي. قدم نوردشيلاند خلال المنافسة عروضًا جيّدة واستمرَّ من الدور الأول في إقصاء كل خصومهِ في الوقت الأصليّ للمباراة حتى لقاء ربع النهائي أمامَ سيلكبورج والذي وجدَ فيه بعض الصعوبة لكن الفريق حسم المباراة لصالحه حينما فازَ في الوقت الإضافي بثلاثة أهدافٍ مقابل واحد. وصلَ نادي نوردشيلاند للنهائي – لأول مرةٍ في تاريخه – حيث واجهَ خصمًا متمرّسًا هو ميتييلاند قبل أن يفوز عليهِ في الوقت الإضافي بهدفينِ نظيفينِ من توقيعِ نيكولاي ستوكهولم وباجرام فيتاي. مكّنه هذا التتويج من المشاركة في الدوري الأوروبي في موسمه الموالي وهو الموسم الذي كان ناجحًا أيضًا للفريق الدنماركي، فعلى غرار الموسم الماضي نجحَ نوردشيلاند في الوصول لنهائي كأس الدنمارك حيثُ واجه للمرة الثانيّة تواليًا نادي ميتييلاند مكررًا فوزه عليه بثلاثة أهدافٍ مقابل اثنين ومُتوَّجًا بلقب الكأس للمرة الثانيّة في تاريخه. كان هذا اللقب هو الأخير للمدرب مورتن ويهورست الذي انتقلَ لإدارة منتخب الدنمارك تحت 21 عامًا في نهاية موسم 2010–11.
عيَّنت إدارة النادي في حزيران/يونيو 2011 المدرب كاسبر هيولماند خلفًا لويهورست على رأسِ الجهاز الفني للفريق. استعدادًا لموسم 2011–12، طلبَ كاسبر – وهو المدرب السابق لنادي لينجبي – التعاقد معَ لاعبَيْن دنماركيين دوليين هما مايكل بيكمان (من نادي راندرس) وباتريك متيليجا (مجانًا من نادي مالقا). سعى نوردشيلاند تحتَ قيادة مدربه الجديد إلى المنافسة على مركزٍ أفضل من المركز الذي احتله في البطولة الموسم الماضي (المركز الخامس)، كما حاول الدفاع عن لقب كأس الدنمارك فضلًا عن محاولة تجاوز الأدوار التمهيديّة في الدوري الأوروبي لكنّه فشلَ في هذه المهمّة الأخيرة حينما خرجَ من المنافسة في الجولة التأهيلية الثالثة بعد خسارته أمام سبورتينغ لشبونة بهدفينِ مقابل واحد في مجموع المباراتين. جديرٌ بالذكرِ هنا أنَّ النادي البرتغالي هو من أقصى نظيرهُ الدنماركي من نفس البطولة في نسختها السابقة.

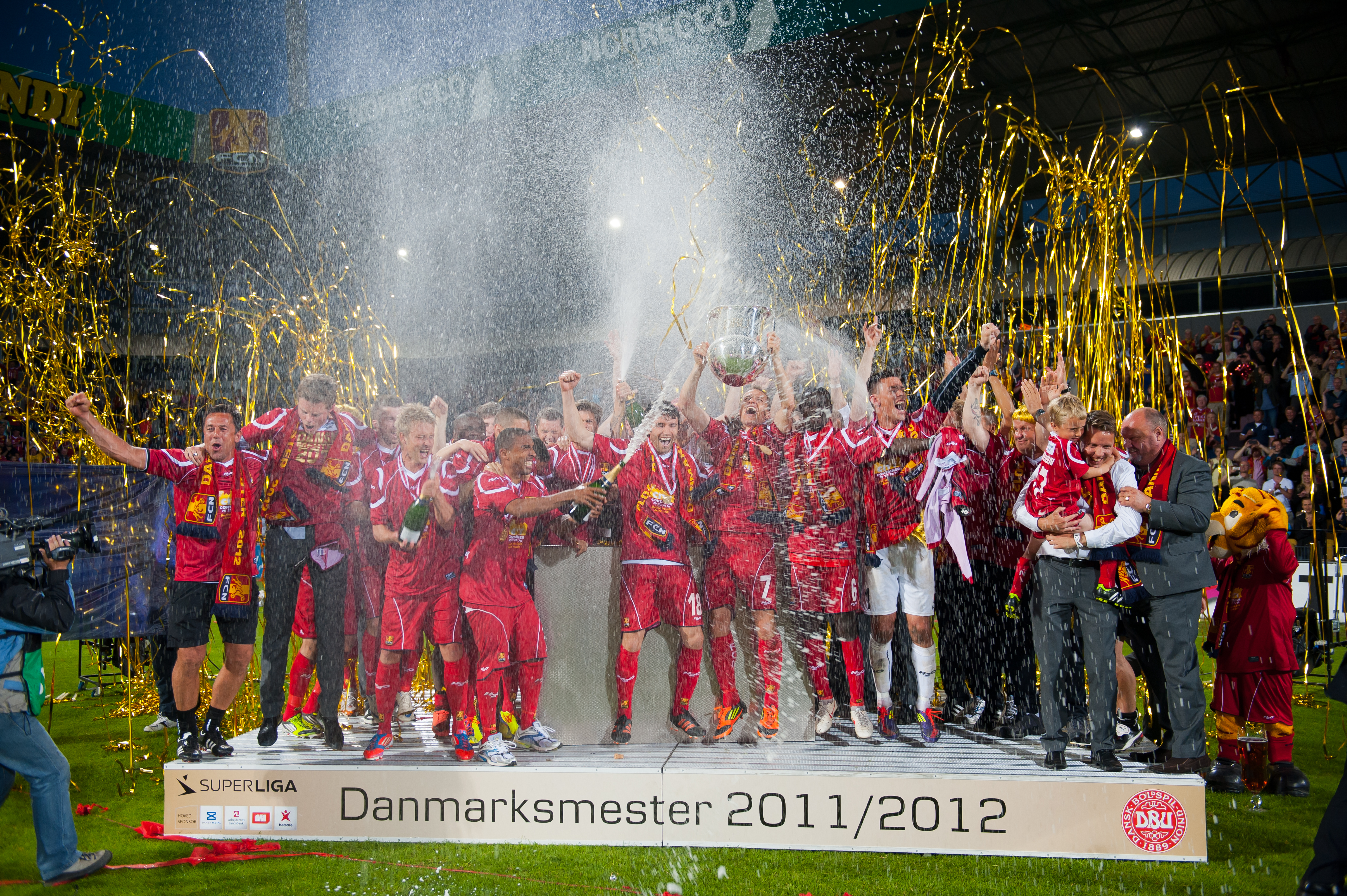
احتفال لاعبو نادي نوردشيلاند بالبطولة

بدأ نادي نوردشيلاند موسمه الجديد 2011–12 في حالة جيدة حيث احتلَّ المركز الثاني في جدول الترتيب طوال جولات الدوري بل إنه حافظ على سلسلةٍ طويلةٍ من اللاخسارة على على أرضه في جميع المسابقات (حتى الثلاثين من تشرين الأول/أكتوبر) بما في ذلك تعادل مثيرٍ من دون أهداف أمامَ نادي سبورتينغ لشبونة الذي يفوقُ الفريق الدنماركي في جودة اللاعبين وقيمتهم. اعتُبر هذا الموسم واحدًا من أفضل مواسم النادي في سنواتهِ الأخيرة على الأقل، ونتيجةً لذلك استدعى مدرب المنتحب الدنماركي خمسة لاعبين من النادي لمواجهة منتخبي السويد وفنلندا في تشرين الثاين/نوفمبر وهم ميكيل بيكمان وأندرياس بيلاند وتوبياس ميكلسن وجيسبر هانسن وجوريس أوكور. أنهى نوردشيلاند الموسم بطلًا للدوري للمرة الأولى في تاريخه.

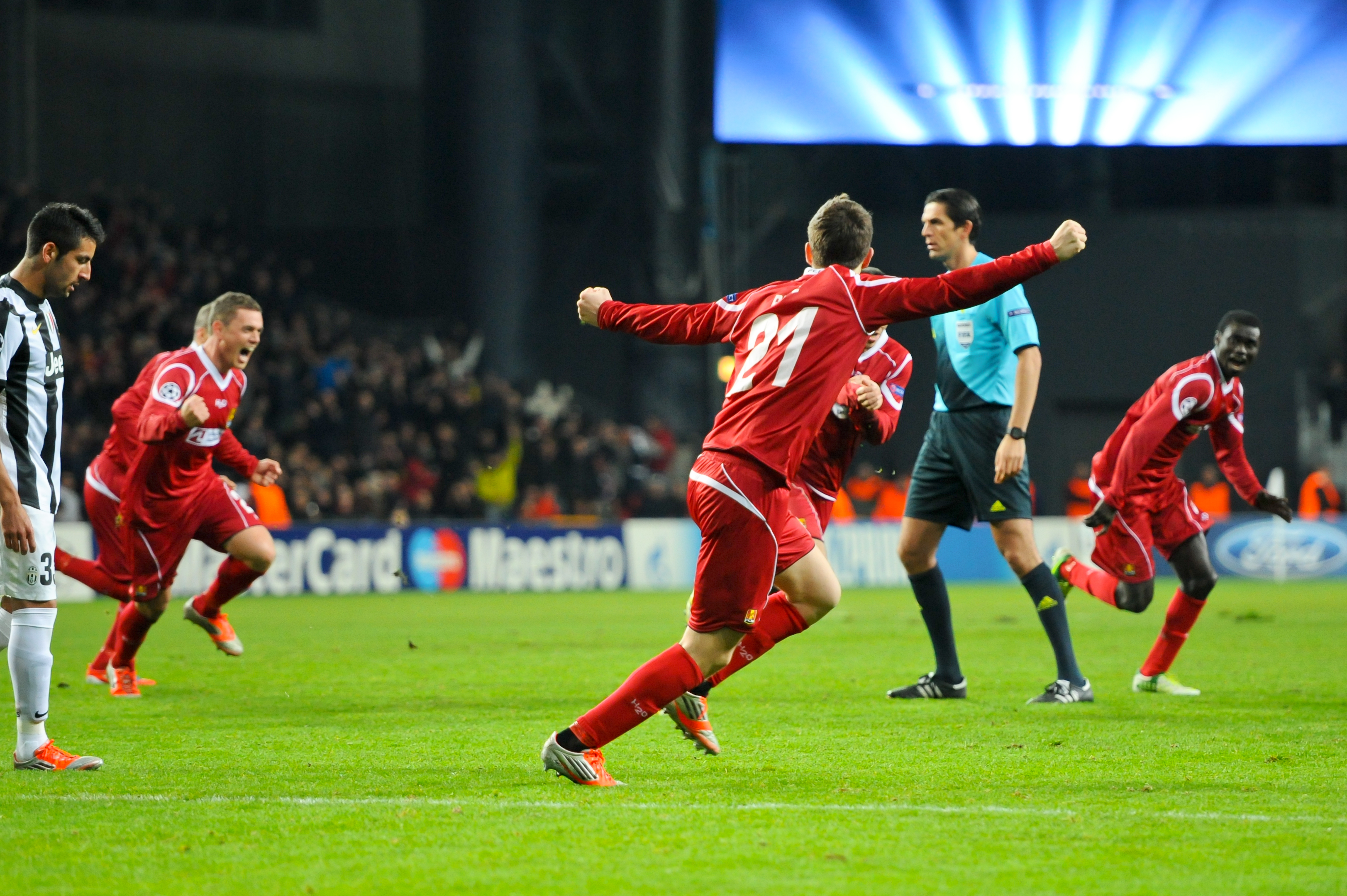
بعضٌ من لاعبي نادي نوردشيلاند ضدّ يوفنتوس في مباراةٍ في دوري أبطال أوروبا

شاركَ نوردشيلاند في موسم 2012–13 لأول مرةٍ في دوري أبطال أوروبا حيث أوقعتهُ في مجموعةٍ صعبة جنبًا إلى جنبٍ مع حامل اللقب تشيلسي وبطل الدوري الإيطالي يوفنتوس وبطل الدوري الأوكراني الممتاز شاختار دونيتسك. خاض النادي الدنماركي جميع مباريات الذهاب على أرض ملعب باركن وقد حصدَ نقطة واحدة في المباريات الستّ التي لعبها بعدما فرض تعادلًا إيجابيًا بهدفٍ في كلّ شبكة على مادي يوفنتوس في عقر داره وذلك بفضل هدف مباشر من ركلة حرة نفذها نجمُ الفريق مايكل بيكمان. كانت آخر مباراةٍ للفريق الدنماركي في دور المجموعات أمام نادي شاختار مباراة مثيرة للجدل حين سجَّل لويز أدريانو هدفًا في شباك نوردشيلاند بعدما سفَّر الحكم على حالة لعب نظيفٍ بين الفريقين فاستغلَّ المهاجم البرازيلي تمريرة زميله الذي كان ينوي إرجاع الكرة لحارس نوردشيلاند فسجّل منها هدفًا احتُسب بحكم القانون لكنّه خالف قواعد اللعب النظيف ليُوقفه الاتحاد الأوروبي لكرة القدم مباراة واحدة.

## الفريق

### التشكيلة الحالية
آخر تحديث للتشكيلة كان بتاريخ 1 يناير 2021:
| الرقم | الجنسية    | المركز | الاسم                                |
| ----- | ---------- | ------ | ------------------------------------ |
| 1     | الدنمارك   | حارس   | بيتر فيندال جينسن                    |
| 2     | الدنمارك   | مدافع  | مادس دور ثيكوسن                      |
| 3     | النرويج    | مدافع  | أولريك يتيرغورد جينسن                |
| 4     | الدنمارك   | مدافع  | كيان هانسن                           |
| 6     | الدنمارك   | وسط    | جاكوب ستين كريستنسن                  |
| 8     | الدنمارك   | وسط    | ماغنوس كوفود أندرسن                  |
| 10    | غانا       | مهاجم  | كمال الدين سليمانا                   |
| 12    | غانا       | مهاجم  | إسحاق أتانغا                         |
| 14    | ساحل العاج | وسط    | محمد ديوماندي                        |
| 17    | ساحل العاج | مهاجم  | سيمون أدينجرا                        |
| 19    | الدنمارك   | مهاجم  | أوليفر تولبول ريمن                   |
| 20    | الدنمارك   | مهاجم  | أندرياس بريدال                       |
| 21    | الدنمارك   | مهاجم  | إميكا نناماني                        |
| 22    | الدنمارك   | وسط    | فيكتور جنسن (معار من أياكس أمستردام) |

| الرقم | الجنسية          | المركز | الاسم            |
| ----- | ---------------- | ------ | ---------------- |
| 23    | الدنمارك         | مدافع  | أوليفر فيلادسين  |
| 24    | الولايات المتحدة | مهاجم  | جوناثان آمون     |
| 25    | سلوفاكيا         | مدافع  | إيفان ميسيك      |
| 28    | سويسرا           | مدافع  | يوهان دجورو      |
| 29    | الدنمارك         | مهاجم  | يواخيم روثمان    |
| 30    | سلوفاكيا         | حارس   | مارتن فانتروبا   |
| 31    | الدنمارك         | حارس   | أندرياس غولستورف |
| 34    | الدنمارك         | مهاجم  | مارتن فريز       |
| 36    | غانا             | مدافع  | ماكسويل ووليدزي  |
| 37    | غانا             | مهاجم  | إبراهيم صادق     |
| 41    | غانا             | وسط    | أبو فرانسيس      |
| 42    | فنلندا           | وسط    | أوليفير أنتمان   |
| 45    | الدنمارك         | وسط    | توتشي تشوكواني   |

### لاعبون معارون
| الجنسية | المركز | الاسم         | النادي المعار إليه |
| ------- | ------ | ------------- | ------------------ |
| غانا    | مدافع  | كلينتون أنطوي | إيسبيرغ            |

| الجنسية | المركز | الاسم | النادي المعار إليه |
| ------- | ------ | ----- | ------------------ |

### أرقام محجوزة
- 26 : الرقم الخاص بجوناثان ريختر، الذي أصيب بسكتة قلبية نتيجة ضربة برق.[31]

### لاعبين سابقين
| الدنمارك - مارتين برنبورغ - أندرياس بييلاند - اندرس دو - كارستن فريدجارد ‏ - دانييل يانسن - مادس يونكر - توماس كريستينسيسن - كاسبر لورنتزين - توبياس ميكلسن - نيكي بيل نيلسن - ماتي لوند نيلسن - داني اولسن - تومي اولسن - نيكلاس بيديرسين - ستيفان بيترسن - توماس راسموسن - مايكل ريبرز ‏ - جوناثان ريختر - سيمون ريختر - كريس ستاسغراد - جيبي تنجبيرغ ‏ - أولرايش فانزينتس النرويج - لارس بوهينن كندا - باتريس بيرني - إيسي ناكاجيما فاران | كوستاريكا - براين أوفييدو غانا - إنوك كوفي أدو - فرانسيس ديكوه - محمد قدوس اليابان - يوشيكاتسو كاواغوتشي مقدونيا الشمالية - باجرام فطاي - دزيفديه ساينوفسكي ‏ مالاوي - جوزيف كامويندو السويد - بيير بنغتسون - أندرياس داهل - بنيامين كيبيبى - جوني لوندبيرغ - ماركوس بود تركيا - إيمري مور الولايات المتحدة - مايكل باركهورست - هيث بيرس |

## الجهاز الفني
آخر تحديث كان بتاريخ 24 ديسمبر 2020 : 
| الوظيفة                | الجنسية      | الاسم                         |
| ---------------------- | ------------ | ----------------------------- |
| المدير الفني           | الدنمارك     | فلمنغ بيدرسن                  |
| مساعد مدرب             | الدنمارك     | فرانك هوتيبيرغ                |
| مساعد مدرب             | غانا         | دراماني ماس أودي ديدي         |
| مدرب اللاعبين          | غانا · فرنسا | مايكل إيسيان                  |
| مدرب اللياقه البدنيه   | الدنمارك     | ماتياس زاغيبيرغ               |
| مدرب حراس المرمى       |              | بابلو مورينو                  |
| مساعد الفريق الرئيسي   |              | جاكوب شواب                    |
| أخصائيو العلاج الطبيعي |              | جاكوب بينالفير ويواكيم ديلينج |
| طبيب                   |              | جيسبر بيترسن                  |
| أخصائي التغذية         |              | لارس سكوت                     |

## إحصائيات

### الأكثر مشاركة
| الترتيب | الجنسية          | الاسم            | السنوات       | عدد مرات المشاركة |
| ------- | ---------------- | ---------------- | ------------- | ----------------- |
| 1       | الدنمارك         | توماس أندرياسن   | 1999-07       | 295               |
| 2       | الدنمارك         | سورن كريستنسن    | 2005-14       | 233               |
| 3       | الدنمارك         | جيسبر هانسن      | 2001-13       | 179               |
| 4       | الدنمارك         | نيكولاي ستوكهولم | 2008-14       | 178               |
| 5       | الدنمارك         | هنريك كيلدينتوفت | 2007-13       | 155               |
| 6       | الدنمارك         | مورتن كارلسن     | 2005-09       | 145               |
| 7       | الدنمارك         | باتريك متيليجا   | 2011–         | 138               |
| 8       | مقدونيا الشمالية | بجرم فتاي        | 2007-10       | 131               |
| 9       | الولايات المتحدة | مايكل باركهورست  | 2009-12       | 128               |
| 10      | الدنمارك         | توبياس ميكلسن    | 2009-13,2016- | 125               |

### أفضل الهدافون
| الترتيب | الجنسية          | الاسم              | السنوات              | عدد الأهداف |
| ------- | ---------------- | ------------------ | -------------------- | ----------- |
| 1       | الدنمارك         | مارتن بيرنبرج      | 2007-09              | 43          |
| 2       | الدنمارك         | إميليانو ماركونديس | 2012-2017            | 38          |
| 3       | هولندا           | جوشوا يوحنا        | 2012 - 2016          | 30          |
| 3       | الدنمارك         | ماركوس إنجفارتسن   | 2014-2017            | 30          |
| 5       | مقدونيا الشمالية | بجرم فتاي          | 2007-10              | 29          |
| 5       | الدنمارك         | تومي أولسن         | 2003–06              | 29          |
| 7       | الدنمارك         | مادس يونكر         | 2004-06              | 28          |
| 8       | السويد           | راوز لوان          | 2009-13              | 21          |
| 9       | الدنمارك         | مورتن نوردستراند   | 2006–07 ، 2012–2014  | 20          |
| 10      | الدنمارك         | توماس كريستنسن     | 2005-2008            | 19          |
| 10      | الدنمارك         | توبياس ميكلسن      | 2009 - 2013 - 2016 - | 19          |

### قادة الفريق
حمل سبعُ لاعبين منذ عام 2001 شارة قيادة الفريق. كان أول قائدٍ للفريق هو مايكل إلبايك، أما قائد الفريق نيكولاي ستوكهولم فهو القائدُ الذي فاز بأكبر عددٍ من الألقاب (كأس الدنمارك في مناسبتين). ستوكهلم هو أيضًا أطول قائدٍ للفريق حيث حمل شارة القيادة حينما وصلَ للنادي أول مرة عام 2009 وتخلى عنها عام 2014 لصالحِ باتريك متيليجا.
| السنوات   | الجنسية  | الاسم            |
| --------- | -------- | ---------------- |
| ؟ - 2002  | الدنمارك | مايكل إلبايك     |
| 2002-2004 | الدنمارك | مارتن بيرن       |
| 2004-2005 | الدنمارك | جاكوب راسموسن    |
| 2005-2006 | الدنمارك | تومي أولسن       |
| 2006-2008 | الدنمارك | كيم كريستنسن     |
| 2008-2009 | الدنمارك | هنريك كيلدينتوفت |
| 2009-2014 | الدنمارك | نيكولاي ستوكهولم |
| 2014-2018 | الدنمارك | باتريك متيليجا   |
| 2018      | الدنمارك | ماتياس جنسن      |

## الملعب
يلعبُ نادي نوردشيلاند مبارياته المحليّة على ملعب دريم بارك (بالإنجليزية: Dream Park)‏ الذي يتسع لحوالي 10,100 شخص (9800 مقعدًا)، ويُعتبر الملعب الأول من نوعهِ في الدنمارك بعشبٍ صناعي.

## مسؤولي النادي
آخر تحديث 10 يناير 2017.
الإدارة 
- الرئيس: توم فيرنون
- المدير المالي: كارستن بيدرسن
- إدارة الإدارة: أولي بالمو
- المدير التجاري: هان روليد
- المدير الرياضي: كارستن ف. جنسن
- المدير الفني: فليمنج بيدرسن
- الإدارة الرياضية: مايكل نييجارد
- مسؤول الإعلامي: كريستوفر سكادوج
- رئيس قسم الشباب: كينيث راسموسن
- قائد أكاديمية FCN: جان لورسن
- الأندية التابعة لـ FCN: دان بيدرسن

التاريخ الإداري
هذه قائمةٌ تضمُّ مدربي النادي الدنماركي وسنوات إشرافهم على الفريق:
| الاسم             | الجنسية  | من                        | إلى                        | الإنجازات                             |
| ----------------- | -------- | ------------------------- | -------------------------- | ------------------------------------- |
| كريستيان أندرسن   | الدنمارك | 1 تموز/يوليو 2003         | 2004                       | الصعود بالفريق لدوري السوبر الدنماركي |
| جوني بيترسن       | الدنمارك | 1 كانون الثاني/يناير 2005 | 30 حزيران/يونيو 2006       |                                       |
| مورتن ويهورست     | الدنمارك | 1 تموز/يوليو 2006         | 30 حزيران/يونيو 2011       | 2 كأس الدنمارك                        |
| كاسبر هيولماند    | الدنمارك | 1 تموز/يوليو 2011         | 1 حزيران/يونيو 2014        | 1 دوري السوبر الدنماركي               |
| ألفور كريستجانسون | آيسلندا  | 1 حزيران/يونيو 2014       | 15 كانون الأول/ديسمبر 2015 |                                       |
| كاسبر هيولماند    | الدنمارك | 1 كانون الثاني/يناير 2016 | 25 آذار/مارس 2019          |                                       |
| فليمنج بيترسن     | الدنمارك | 25 آذار/مارس 2019         | الآن                       |                                       |

## نتائج المواسم
| الموسم  | الدوري | الدوري     | الدوري | الدوري | الدوري | الدوري | الدوري | الدوري | الدوري | الكأس                                                                         |
| الموسم  | المركز | عدد النقاط | لعب    | فاز    | تعادل  | خسارة  | له     | عليه   | فرق    | الكأس                                                                         |
| ------- | ------ | ---------- | ------ | ------ | ------ | ------ | ------ | ------ | ------ | ----------------------------------------------------------------------------- |
| 1997–98 | #3/8   | 20         | 14     | 6      | 2      | 6      | 22     | 27     | −5     | أُقصي الفريق من الدور الأول على يدِ فيروم-سورجنفري (0–3)                        |
| 1998–99 | #5/16  | 50         | 30     | 15     | 5      | 10     | 57     | 38     | +19    | أُقصي الفريق من الدور الأول على يدِ ناكسكوف (2–3)                               |
| 1999–20 | #8/16  | 42         | 30     | 12     | 6      | 12     | 48     | 58     | −10    | أُقصي الفريق من الدور الأول على يدِ روسكيلد (1–2)                               |
| 2000–01 | #5/16  | 50         | 30     | 15     | 5      | 10     | 62     | 48     | +14    | أُقصي الفريق من الدور الثالث على يدِ فريماد (1–2)                               |
| 2001–02 | #2/16  | 66         | 30     | 20     | 6      | 4      | 69     | 33     | +36    | أُقصي الفريق من الدور الثالث على يدِ كوجي (2–4)                                 |
| 2002–03 | #3/12  | 51         | 33     | 16     | 3      | 14     | 49     | 58     | −9     | أُقصي من ربع النهائي على يدِ فيبورج (2–5)                                       |
| 2003–04 | #9/12  | 32         | 33     | 7      | 11     | 15     | 35     | 59     | −24    | أُقصي من الدور الخامس على يدِ نادي كوبنهاغن (2–4)                               |
| 2004–05 | #10/12 | 30         | 33     | 8      | 6      | 19     | 36     | 59     | −23    | أُقصي من الدور الخامس على يدِ فريماد (2–3)                                      |
| 2005–06 | #9/12  | 38         | 33     | 9      | 11     | 13     | 49     | 55     | −6     | أُقصي من الدور الرابع على يدِ فيبروج (0–3)                                      |
| 2006–07 | #5/12  | 57         | 33     | 16     | 9      | 8      | 67     | 39     | +28    | أُقصي الفريق من الدور الثالث على يدِ أودنسه (0–1)                               |
| 2007–08 | #9/12  | 43         | 33     | 11     | 10     | 12     | 47     | 51     | −4     | أُقصي الفريق من الدور الثالث على يدِ فايله (1–2)                                |
| 2008–09 | #8/12  | 35         | 33     | 9      | 8      | 16     | 44     | 53     | −9     | أُقصي من ربع النهائي على يدِ أوبه (1–2)                                         |
| 2009–10 | #7/12  | 43         | 33     | 12     | 7      | 14     | 40     | 41     | −1     | البطل: تُوِّجَ باللقب أمام مييتيلاند (2–0 بعد التمديد)                            |
| 2010–11 | #6/12  | 39         | 33     | 10     | 9      | 14     | 38     | 50     | −12    | البطل: تُوِّجَ باللقب أمام ميتييلاند (3–2)                                        |
| 2011–12 | #1/12  | 68         | 33     | 21     | 5      | 7      | 49     | 22     | +27    | أُقصي من ربع النهائي على يدِ كوبنهاغن (0–2)                                     |
| 2012–13 | #2/12  | 60         | 33     | 17     | 9      | 7      | 60     | 37     | +23    | أُقصي من ربع النهائي على يدِ ميتييلاند (2–3)                                    |
| 2013–14 | #6/12  | 46         | 33     | 13     | 7      | 13     | 38     | 44     | −6     | أُقصي من نصف النهائي على يدِ كوبنهاغن (1–2)                                     |
| 2014–15 | #6/12  | 44         | 33     | 13     | 5      | 15     | 39     | 44     | −5     | أُقصي من الدور الثاني على يدِ إجدال (1–1 بعد التمديد ثمّ 3–4 خلال ركلات الترجيح) |
| 2015–16 | #9/12  | 38         | 33     | 11     | 5      | 17     | 35     | 51     | −16    | أُقصي من الدور الثاني على يدِ نايستفيد (0–1)                                    |
| 2016–17 | #5/14  | 49         | 36     | 13     | 10     | 13     | 59     | 55     | +4     | أُقصي من الدور الثالث على يدِ نايستفيد (0–1)                                    |
| 2017–18 | #3/14  | 59         | 36     | 17     | 8      | 11     | 76     | 58     | +18    | أُقصي من ربع النهائي على يدِ هوبرو (1–1 بعد التمديد ثمّ 3–4 خلال ركلات الترجيح)  |
| 2018–19 | #6/14  | 44         | 36     | 10     | 14     | 12     | 52     | 54     | –2     | أُقصي من الدور الرابع على يدِ فانديسيل (0–1)                                    |

## بطولات وإنجازات الفريق

### محلي
- دوري السوبر الدنماركي (لقب وحيد) :[42] 
2011–12[43]
الوصيف (1): 2012–13
- دوري الدرجة الأولى الدانماركي
الوصيف (1): 2001–02
- سلسلة زيلندا
الوصيف (1): 1996
- كأس الدنمارك (لقبين) :[44] 
2009–10،[45] 2010–11[46]

### دولي
- كأس لا مانغا (لقب وحيد) : 
2012[47]

## نادي نوردشيلاند في المسابقات الأوروبية
كانت أول مباراة أوروبية تنافسية لنادي نوردشيلاند في 14 أغسطس 2003، في بطولة كأس الاتحاد الأوروبي موسم 2003–04، وفاز على نادي شيراك 4-0 داخل الديار. شارك النادي في المسابقات الأوروبية في سبعة مواسم مختلفة، ووصل إلى مرحلة المجموعات من دوري أبطال أوروبا موسم 2012-13. ولم يتأهلوا لمرحلة المجموعات في أغسطس 2018، بعد ظهورهم في الجولات التأهيلية.

## رابطة كرة القدم التعاونية شمال نيوزيلندا
رابطة كرة القدم التعاونية شمال نيوزيلندا (بالدنماركية: Fodbold Samarbejde Nordsjælland ) أو تعرف أختصارًا FSN هي شبكة من الأندية المنتسبة التي يرأسها نادي نوردشيلاند، لتسليط الضوء على المواهب وتنمية الشباب والتعاون في منطقة شمال نيوزيلندا. حيث تتلقى الأندية المشاركة مزايا من FCN مثل تحركات الإعارات، والمباريات الودية، وتذاكر المباريات، والبضائع، وزيارات المدربين، ومعسكرات التدريب، ودورات التدريب. فيما يحصل نادي نوردشيلاند في المقابل على إمكانية الوصول إلى شبكة كشفية كبيرة من اللاعبين الشباب، مما ساعد على تطوير العديد من المواهب الشابة ليصبحوا لاعبين دوليين شباب، وبعضهم لعبوا بشكل احترافي في دوري السوبر الدنماركي وما بعده. لعبت FSN أيضًا دورًا مهمًا في زيادة الحضور في Farum Park.

### الأندية التابعة
آخر تحديث 6 فبراير 2013.
- Allerød FK
- Alsønderup IF
- Ålholm Fodbold
- Ølsted IF
- Ølstykke FC
- Ballerup IF
- BFC Lundegården
- Blistrup SI
- Brødeskov IF
- Blovstrød IF
- BSV
- Dalby IF
- Dragør BK
- Døllefjelde Musse IF
- إف سي هيلسينجور
- Espergærde IF
- FA 2000
- Farum BK
- Faxe Ladeplads IF
- FC Holte
- FC Jonstrup
- FIF Hillerød
- Frederikssund IK
- Frem Hellebæk
- G77 Gundsømagle
- Gilleleje FK
- Gørløse SI
- Grantoften IF
- Græsted IF
- Gundsølille IF
- Gundsømagle 77
- Gurre IK
- Hasle IF
- Hørsholm-Usserød IK
- Helsinge Fodbold
- Helsingør IF
- Hillerød GI
- Hornbæk IF
- Humlebæk BK
- Hundested IK
- IF Skjold Birkerød
- IS Skævinge
- Jyllinge FC
- Jægersborg BK
- Kalundborg GB
- Karlebo IF
- KBK Hillerød
- Kirke Hyllinge IF
- Kirke Værløse IF
- KFUM Roskilde
- Kr. Værløse IF
- Lolland-Falster Alliancen
- Lynge Uggeløse IF
- Måløv BK
- NB Bornholm
- Nordstevns GI
- Nødebo IF
- Nivå Kokkedal FK
- Oppe Sundby IF
- ORI Fodbold
- Raklev GI
- Ramløse Fodbold
- Skovshoved IF
- Slangerup og Omegns IF
- Slangslunde-Ganløse IF
- Snekkersten IF
- Store Lyngby IF
- Tikøb IF
- Uvelse IF
- Værløse BK
- Vejby-Tisvilde Fodbold

## روابط خارجية
- الموقع الرسمي لنادي نوردشيلاند (بالدنماركية)
- نادي نوردشيلاند على موقع اليويفا (بالإنجليزية)